# Àlgebres CCR i CAR
En matemàtiques i física, les àlgebres CCR (que significa relacions canòniques de commutació) i les àlgebres CAR (relacions canòniques d'anticomutació) sorgeixen de l'estudi de la mecànica quàntica dels bosons i fermions, respectivament. Tenen un paper destacat en la mecànica estadística quàntica i la teoria quàntica de camps.

## CCR i CAR com *-àlgebres
Deixar {\displaystyle V} ser un espai vectorial real equipat amb una forma bilineal antisimètrica real no singular {\displaystyle (\cdot ,\cdot )} (és a dir, un espai vectorial simplèctic). L'àlgebra * unital generada per elements de {\displaystyle V} subjectes a les relacions
{\displaystyle fg-gf=i(f,g)\,}
{\displaystyle f^{*}=f,\,}
per ningu {\displaystyle f,~g} en {\displaystyle V} s'anomena àlgebra de relacions de commutació canònica (CCR). La singularitat de les representacions d'aquesta àlgebra quan {\displaystyle V} La seva dimensió finita es discuteix al teorema de Stone–von Neumann.
Si {\displaystyle V} està equipat amb una forma bilineal simètrica real no singular {\displaystyle (\cdot ,\cdot )} en canvi, l'àlgebra * unital generada pels elements de {\displaystyle V} subjectes a les relacions
{\displaystyle fg+gf=(f,g),\,}
{\displaystyle f^{*}=f,\,}
per ningu {\displaystyle f,~g} en {\displaystyle V} s'anomena àlgebra de relacions d'anticomutació canònica (CAR).

## L'àlgebra C* de CCR
Hi ha un significat diferent, però estretament relacionat, de l'àlgebra CCR, anomenat CCR C*-àlgebra. Sigui {\displaystyle H} un espai vectorial simplèctic real amb forma simplèctica no singular {\displaystyle (\cdot ,\cdot )}. En la teoria de les àlgebres d'operadors, l'àlgebra CCR acaba {\displaystyle H} és l'àlgebra C* unital generada pels elements {\displaystyle \{W(f):~f\in H\}} agafat a
{\displaystyle W(f)W(g)=e^{-i(f,g)}W(f+g),\,}
{\displaystyle W(f)^{*}=W(-f).\,}

Aquestes s'anomenen la forma Weyl de les relacions de commutació canònica i, en particular, impliquen que cadascuna {\displaystyle W(f)} és unitari i {\displaystyle W(0)=1}. És ben sabut que l'àlgebra CCR és una àlgebra simple (llevat que la forma simplètica sigui degenerada) no separable i és única fins a l'isomorfisme.
Quan {\displaystyle H} és un espai de Hilbert complex i {\displaystyle (\cdot ,\cdot )} ve donada per la part imaginària del producte interior, l'àlgebra CCR es representa fidelment a l'espai de Fock simètric sobre {\displaystyle H} mitjançant la configuració
{\displaystyle W(f)\left(1,g,{\frac {g^{\otimes 2}}{2!}},{\frac {g^{\otimes 3}}{3!}},\ldots \right)=e^{-{\frac {1}{2}}\|f\|^{2}-\langle f,g\rangle }\left(1,f+g,{\frac {(f+g)^{\otimes 2}}{2!}},{\frac {(f+g)^{\otimes 3}}{3!}},\ldots \right),}
per qualsevol {\displaystyle f,g\in H}. Els operadors de camp {\displaystyle B(f)} es defineixen per a cadascun {\displaystyle f\in H} com a generador del grup unitari d'un paràmetre {\displaystyle (W(tf))_{t\in \mathbb {R} }} a l'espai simètric de Fock. Aquests són operadors il·limitats autònoms, però formalment compleixen
{\displaystyle B(f)B(g)-B(g)B(f)=2i\operatorname {Im} \langle f,g\rangle .}
Com l'encàrrec {\displaystyle f\mapsto B(f)} és real-lineal, per tant els operadors {\displaystyle B(f)} definir una àlgebra CCR sobre {\displaystyle (H,2\operatorname {Im} \langle \cdot ,\cdot \rangle )} en el sentit de la Secció 1.

## L'àlgebra C* de CAR
SIgui {\displaystyle H} espai de Hilbert. En la teoria de les àlgebres d'operadors, l'àlgebra CAR és l'única C*-completació de la complexa *-àlgebra unitària generada pels elements {\displaystyle \{b(f),b^{*}(f):~f\in H\}} subjectes a les relacions
{\displaystyle b(f)b^{*}(g)+b^{*}(g)b(f)=\langle f,g\rangle ,\,}
{\displaystyle b(f)b(g)+b(g)b(f)=0,\,}
{\displaystyle \lambda b^{*}(f)=b^{*}(\lambda f),\,}
{\displaystyle b(f)^{*}=b^{*}(f),\,}
per qualsevol {\displaystyle f,g\in H}, {\displaystyle \lambda \in \mathbb {C} }. Quan {\displaystyle H} és separable l'àlgebra CAR és una àlgebra AF i en el cas especial {\displaystyle H} és de dimensions infinites, sovint s'escriu com {\displaystyle {M_{2^{\infty }}(\mathbb {C} )}}.